# Turbonilla protracta
Turbonilla protracta är en snäckart som beskrevs av Dall 1892. Turbonilla protracta ingår i släktet Turbonilla och familjen Pyramidellidae. Inga underarter finns listade i Catalogue of Life.